# Stelios Kimburopulos
Stelios Kimburopulos, gr. Στέλιος Κυμπουρόπουλος (ur. 9 września 1985 w Atenach) – grecki psychiatra, działacz na rzecz osób niepełnosprawnych i polityk, deputowany do Parlamentu Europejskiego IX kadencji.

## Życiorys
Gdy miał 14 miesięcy, zdiagnozowano u niego rdzeniowy zanik mięśni. Ze względu na niepełnosprawność porusza się na wózku inwalidzkim i wymaga pomocy asystenta przy codziennych czynnościach. W 2003 został absolwentem szkoły średniej, a w 2010 studiów medycznych na Uniwersytecie Narodowym im. Kapodistriasa w Atenach. W 2016 ukończył specjalizację z psychiatrii. Szkolił się w międzyczasie w zakresie problematyki seksualności osób niepełnosprawnych. Podjął pracę jako psychiatra w szpitalu uniwersyteckim w Atenach, zajmując się zawodowo również terapią seksualną. Jest działaczem na rzecz osób niepełnosprawnych, autorem licznych tekstów i wystąpień poświęconych tej tematyce. Został koordynatorem sieci European Network on Independent Living w Grecji.
W 2019 wystartował z ramienia Nowej Demokracji w wyborach europejskich. W trakcie kampanii wyborczej został zaatakowany przez Pawlosa Polakisa, wiceministra zdrowia w rządzie Syrizy, który zarzucił kandydatowi skorzystanie z dogodnych przepisów, by uzyskać zatrudnienie w państwowej służbie zdrowia. Po tych wypowiedziach opozycyjna ND domagała się zdymisjonowania wiceministra, co doprowadziło do głosowania w parlamencie wniosku o wotum zaufania dla całego gabinetu. W wyniku głosowania z 26 maja 2019 Stelios Kimburopulos został wybrany do Europarlamentu IX kadencji.